# Cossa (Cos)
Pour les articles homonymes, voir Cossa.
Cossa est un site archéologique français situé dans le département du Tarn-et-Garonne (Occitanie), près du village de Cos dans la commune de Lamothe-Capdeville. Il correspond à un vicus gallo-romain mentionné sur la carte de Peutinger, mais oublié du Moyen Âge au XVIIIe siècle.
Ce site a fait l'objet de plusieurs campagnes de fouilles, mais il est aujourd'hui entièrement rural.

## Localisation
La commune de Lamothe-Capdeville est limitrophe de Montauban (au sud), de L'Honor-de-Cos (à l'ouest et au nord) et d'Albias (à l'est). La mairie de Lamothe-Capdeville est à environ 6 km de la mairie de Montauban.
Dans sa commune, le village de Cos (doté d'une église, Saint-Sernin-de-Cos) se trouve à environ 3 km au nord-est de la mairie et à 250 mètres de la rive droite de l'Aveyron (affluent du Tarn en aval de Montauban), qui constitue ici la limite avec Albias, où, sur la rive gauche au niveau de Cos se trouve le lieudit Sainte-Rafine.
Il est aussi proche de l'autoroute A20 (Vierzon-Montauban), qui passe entre la rivière Aveyron et le centre d'Albias. La construction de cette autoroute dans les années 1990 a eu des effets notables sur la connaissance du site de Cossa (archéologie préventive).

## Philologie

### La table de Peutinger
La table de Peutinger est la copie sur parchemin effectuée au XIIe siècle d'un document romain indiquant le tracé des principales voies romaines de l'empire avec les villes traversées ainsi qu'un certain nombre d'étapes moins importantes. Cette copie (aujourd'hui conservée à Vienne) est découverte par l'humaniste Konrad Peutinger à la fin du XVe siècle, mais on perd ensuite sa trace jusqu'au début du XVIIIe siècle. Elle entre en 1736 dans les collections de l'empereur Charles VI, père de Marie-Thérèse d'Autriche. Le site y est mentionné sous la forme Cosa, sur la voie romaine entre Toulouse et Cahors.
Un article de 2021 donne un extrait de la table de Peutinger, pour le secteur incluant Toulouse et Cos (en revanche, Cahors n'apparait pas). Sur la reproduction complète de la table, on constate que de Tolosa partent quatre voies, dont une vers la gauche (vers Eliberre, sans doute Auch) et trois vers la droite, une vers Aginnum et Bibona, une vers Cosa et Bibona, une vers Eburomagi et Carcassione.
Sur la voie vers Cos, on remarque un toponyme Fines entre Tolosa et Cosa (on le trouve aussi sur la voie entre Tolosa et Eburomagi). D'une façon générale, ce toponyme qui signifie « les Fins » indique la limite entre deux cités gallo-romaines. Compte tenu des distances indiquées sur la carte, le lieudit Fines entre Toulouse et Cos a été identifié au site de Bressols, commune qui fait aujourd'hui partie de la banlieue sud de Montauban, mais où il existait dès le haut Moyen Âge (avant la fondation de Montauban en 1144) un village pourvu d'une église attestée au Xe siècle, dépendant de l'abbaye de Montauriol.

### Autres mentions anciennes du site
Le site de Cossa est resté ignoré au Moyen Âge et pendant la plus grande partie de l'époque moderne. 
Le premier historien à évoquer la possibilité d'une ville disparue est Cathala-Coture, dans son Histoire du Quercy, publiée en 1785. 

## Archéologie

### Redécouverte de Cossa auXIXesiècle
Les premières fouilles sont réalisées par un érudit local, Jean-Ursule Devals, sous la monarchie de Juillet. Les techniques de l'époque sont axées sur la collecte de pièces remarquables (statues, monnaies, trésors) et ignorent l'intérêt des fouilles méthodiques pratiquées depuis le XXe siècle (stratigraphie, etc.). 

### Fouilles duXXesiècle
Une première campagne de fouilles à lieu en 1930 sur la rive gauche de l'Aveyron et plusieurs campagnes de sondages sont réalisées de 1954 à 1965. 
Le site est de nouveau exploré par l'INRAP (Institut National de Recherches Archéologiques Préventives) préalablement aux travaux de l'autoroute A 20 à la fin des années 1990.
Entre ces campagnes, le site est laissé au pillage.
Aujourd'hui, il est toujours menacé (part du site détruit, continuation du pillage, emploi de techniques agricoles intrusives[réf. nécessaire]).

### Résultat des fouilles
De belles pièces trouvées au XIXe siècle sont aujourd'hui exposées au musée Ingres de Montauban.
Les monnaies trouvées sur le site vont du règne de Tibère (as, entre 14 et 37) à celui de Constantin (nummus frappé à Trèves en 335), soit pour la dernière, environ 140 ans avant la fin de l'Empire romain d'Occident (476).
L'orthographe « Cossa » s'est imposée[réf. nécessaire] à partir de la découverte d'une stèle fragmentaire[réf. nécessaire] dans les années 1990, alors qu'auparavant on écrivait « Cosa ».

## Histoire de Cossa et de Cos

### Sous l'Empire romain
Le nom de Cosa est présent sur la carte de Peutinger, en tant que halte située à 35 lieues romaines (environ 77,770 km) de Toulouse (Tolosa, chef-lieu de la cité des Volques Tectosages en Gaule narbonnaise) et Cahors (Divona Cadurcorum), chef-lieu de la cité des Cadurques en Gaule aquitaine, distances qui correspondent à la situation du village de Cos. Les fouilles ont permis de considérer[réf. nécessaire] Cosa comme une localité secondaire (vicus) de la cité des Cadurques, située à l'endroit où la voie romaine franchissait l'Aveyron.
Cette localité, qui existe au moins du premier au quatrième siècle de notre ère, est abandonnée à une époque inconnue et tombe en ruines. L'apparition du village de Cos, dont le nom prolonge celui de Cosa, a aussi lieu à une date inconnue. 

### Moyen Âge
En 1061 existe dans cette partie du Quercy la paroisse de Sainte Justine et Sainte Raffine (SS. Rufina et Iustinae uirginum Christi), qui correspond pour l'essentiel au territoire de l'actuelle commune d'Albias, comme l'atteste la donation du comte Guillaume IV de Toulouse à l'abbaye de Moissac.